# Сіодзірі (Наґано)

36°6′54″ пн. ш. 137°57′13″ сх. д. / 36.11500° пн. ш. 137.95361° сх. д.
Сіодзі́рі (яп. 塩尻市, しおじりし, МФА: [ɕi.od͡ʑiɾʲi ɕi̥]) — місто в Японії, в префектурі Наґано.

## Короткі відомості
Розташоване в центральній частині префектури, на півдні западини Мацумото. Виникло на основі постоялого містечка на Середгірському шляху, біля перевалу Сіодзірі. Отримало статус міста 1959 року. Основою економіки є сільське господарство, вирощування винограду, яблук, груш, харчова промисловість, виноробство, виробництво високоточної техніки, туризм. Станом на 1 квітня 2009 площа міста становила 290,13 км². Станом на 1 липня 2011 населення міста становило 67 538 осіб.